# Chelostoma foveolatum
Chelostoma foveolatum là một loài Hymenoptera trong họ Megachilidae. Loài này được Morawitz mô tả khoa học năm 1868.